# Alexandru Leșco
Alexandru Leșco (n. 21 februarie 1955, Coșernița, Florești, Republica Moldova) este un politician român-moldovean, luptător pentru integritatea teritorială a Republicii Moldova în cadrul conflictului din Transnistria. El a fost arestat în Tiraspol în iunie 1992, alături de alți membri ai așa-numitului Grup Ilașcu de forțele separatiste transnistriene și condamnat la 12 ani de închisoare. A fost acuzat de crime de război și terorism. La 9 decembrie 1993, curtea supremă transnistreană, a cărei autoritate nu este recunoscută internațional, l-a găsit vinovat pe Leșco vinovat de uciderea unui demnitar al republicii separatiste cu scopul de a genera teroare și de utilizarea neautorizată a munițiilor și explozibililor. Alexandru Leșco a fost eliberat după ispășirea condamnării, la 2 iunie 2004. A primit cetățenia română în timpul detenției în Transnistria.
Alexandru Leșco, eliberat după 12 ani de detenție, a declarat la ieșire: "Pentru mine, cauza românească rămâne aceeași. Eu am fost condamnat pe nedrept. Așa am considerat atunci și de aceasta sunt convins și acum. Nu pot să spun că regret amarnic acești ani. Am stat pentru poporul român și limba noastra românească" .
La data de 3 iulie 2007, președintele României, Traian Băsescu, i-a decorat la Palatul Cotroceni pe Andrei Ivanțoc, Alexandru Leșco și Tudor Petrov Popa cu Ordinul Național „Steaua României” în grad de Cavaler. El a menționat "dragostea de țară, eroismul, dorința de a te sacrifica pentru poporul tău", de care ai dat dovadă cei trei patrioți.
În data de 2 august 2010 membrii "Grupului Ilașcu" au fost decorați de președintele interimar al Republicii Moldova, Mihai Ghimpu, cu "Ordinul Republicii".